# Тимофеева, Ольга Леонидовна
Ольга Леонидовна Тимофеева (род. 28 апреля 1967, Горький) — российский политический деятель. Заместитель губернатора Севастополя с 8 октября 2019.
Член Совета Федерации Федерального собрания Российской Федерации от Законодательного собрания Севастополя с 21 октября 2014 по 14 сентября 2019 года. Депутат Законодательного собрания Севастополя с 14 сентября по 21 октября 2014.

## Биография
В 1990 году окончила Севастопольский приборостроительный институт по специальности «Автоматизация и механизация процессов обработки и выдачи информации», с этого же времени — сотрудник кафедры информационных систем Севастопольского Национального технического университета (СевНТУ) — Севастопольский приборостроительный институт.
В 2006—2010 годах являлась депутатом Ленинского районного совета Севастополя V созыва.
19 ноября 2013 года в числе 69 активистов подписала обращение к депутатам всех уровней города Севастополь с требованием публично заявить об их отношении к требованиям евроинтеграции Украины.
23 февраля 2014 года участвовала в митинге «Народной воли» на площади Нахимова в Севастополе, выступила на нём в поддержку избрания Алексея Чалого председателем городского исполнительного комитета, а после его избрания голосованием здесь же, на митинге, объявила о переходе всей власти в городе к исполнительному комитету.
В 2014 году являлась старшим преподавателем кафедры информационных систем Севастопольского национального технического университета.
Возглавляет правозащитную группу «Равелин» и региональный штаб Общероссийского народного фронта в Севастополе.
14 сентября 2014 года избрана по списку «Единой России» депутатом Законодательного собрания Севастополя.
21 октября 2014 года Заксобрание Севастополя подтвердило полномочия О. Л. Тимофеевой как члена Совета Федерации Российской Федерации.
13 июня 2019 года Тимофеева вышла из партии Единая Россия.
На выборах в Законодательное собрание Севастополя 2-го созыва выдвинута от партии Родина.
22 июля 2019 года «Родина» оказалась в числе пяти партий, отстранённых от участия в выборах из-за претензий к собранным ею подписям. Тимофеева признала наличие недочётов, но назвала их несущественными и формальными, поскольку в основном они касаются оформления записей о сборщиках подписей.
14 сентября 2019 года депутаты проголосовали за наделение полномочиями члена Совета Федерации — представителя законодательной власти Севастополя своего бывшего спикера Екатерины Алтабаевой.
30 сентября 2019 года при формировании нового правительства Севастополя Тимофеева назначена исполняющей обязанности заместителя губернатора, в сферу её ответственности вошли Департамент образования и науки, Главное управление культуры и Управление по делам спорта.
8 октября 2019 года Тимофеева утверждена в должности вице-губернатора Севастополя.

## Награды
- Медаль «В ознаменование 10-летия возвращения Севастополя в Россию» (23 февраля 2024) — за личный вклад в возвращение города Севастополя в Россию и проведение общекрымского Народного референдума